# Anomalon afflictum
Anomalon afflictum là một loài tò vò trong họ Ichneumonidae.